# Júlio Francisco de Oliveira
D. Júlio Francisco de Oliveira (Lisboa, 12 de abril de 1693 — Viseu, 26 de dezembro de 1765) foi um clérigo português, bispo de Viseu, membro do Conselho Régio de D. João V e padre da Congregação do Oratório de Lisboa.

## Biografia

### Início de Vida
Nasceu em Lisboa a 12 de abril de 1693, e foi batizado a 19 do mesmo mês.
A 16 de julho de 1707, entra, como membro professo na Congregação do Oratório em Lisboa, e é ordenado padre a 28 de março de 1716.

### Nomeação como Bispo do Funchal
A 22 de fevereiro de 1739, é nomeado pessoalmente por D. João V, para o cargo de bispo do Funchal. Não obstante a nomeação, acaba por não tomar posse, sendo nomeado de seguida para o cargo de Bispo de Viseu, que irá ocupar o resto da vida.

### Mandato como Bispo de Viseu
A 6 de dezembro de 1740, depois de mais de vinte anos da Diocese de Viseu sem bispo, tendo sido o seu último D. Jerónimo Soares em 1720, e estar encarregada as obras e eventos da diocese à responsabilidade do Cabido, é nomeado por D. João V ao cargo de bispo de Viseu.
Realizou dois sínodos durante o seu mandato enquanto Bispo de Viseu. O primeiro decorreu de 26 a 28 de setembro de 1745, e o segundo entre 15 a 18 de setembro de 1748.
Comissionou uma estátua de São Domingos "tomando como modelo as de Roma", acabando depois por oferecê-la ao Cabido da Diocese.
Em 1750, com o falecimento de D. João V, é celebrada na Sé as exéquias por alma do agora falecido rei.
Em 1756, doa ao Cabido de Viseu a imagem de S. Filipe Néri, presente no Convento do Seminário Maior.
Em 1757, com as obras do Seminário Maior de Viseu (Convento dos Néris), o bispo manda demolir a igreja iniciada e construir uma a seu gosto, obra essa concluída dois anos depois, sendo celebrada nesta a primeira missa 13 de janeiro de 1759.
A 26 de dezembro de 1765, falece, em Viseu, o bispo Júlio Francisco de Oliveira, com 72 anos.
Em 1766, é feito um quadro póstumo por autoria de Carlos António Leoni, ao falecido Bispo, sendo o retrato mais fidedigno da aparência do mesmo, o mesmo está atualmente na Torre do Tombo, e é um retrato de meio corpo, moldura preta com filete dourado.

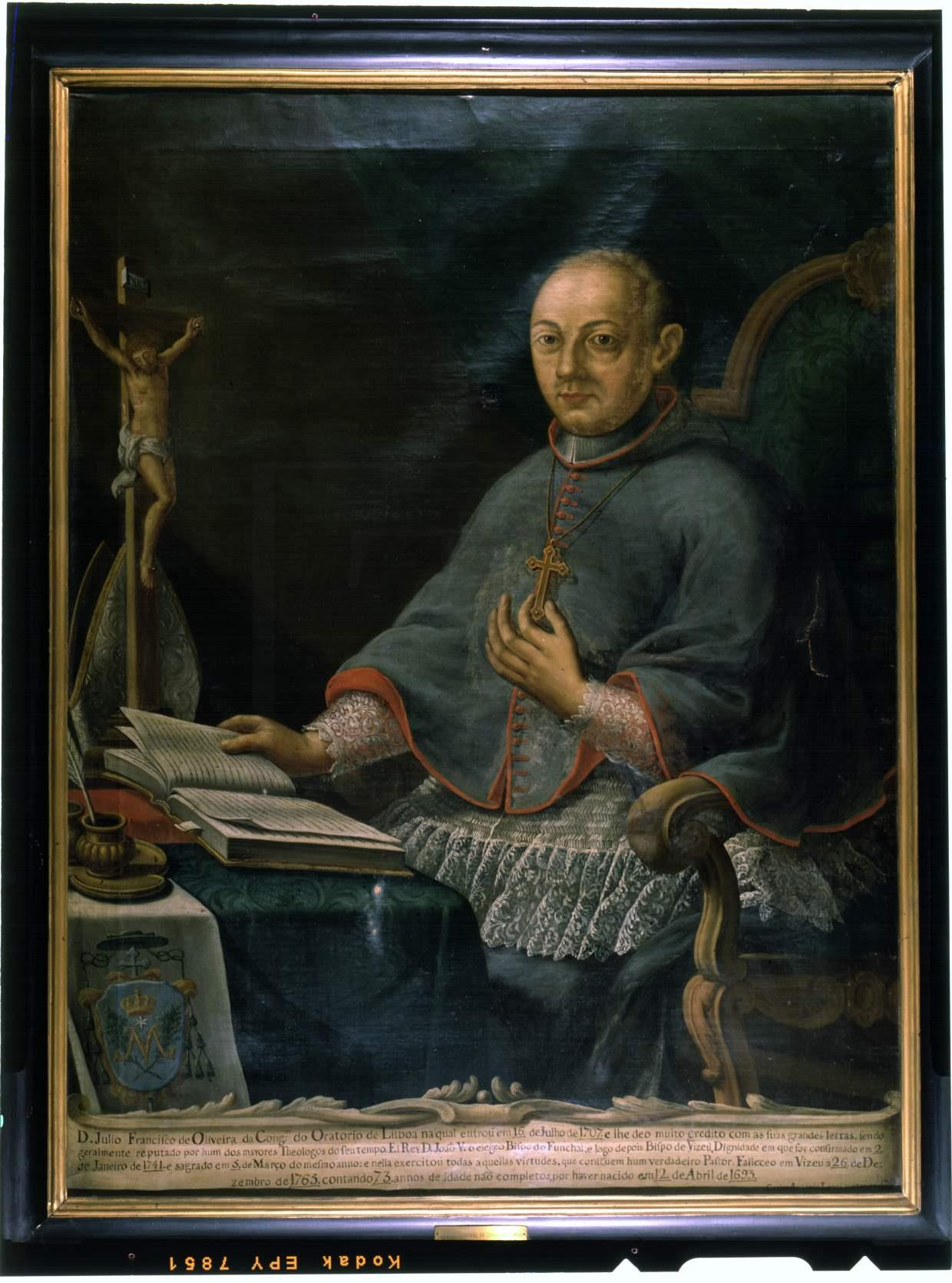
Retrato póstumo de D. Júlio Francisco de Oliveira (1693-1765)

Em 1871, é feito outro retrato, por autoria de António José Pereira, este presente no Seminário Maior de Viseu.